# رونالد ماكدونالد (طبيب)
رونالد ماكدونالد (بالإنجليزية: Ronald MacDonald)‏ (و. 1874 – 1947 م) هو طبيب، وعداء مراثوني كندي، شارك في الألعاب الأولمبية الصيفية 1900، توفي عن عمر يناهز 73 عاماً.

## روابط خارجية
- رونالد ماكدونالد على موقع اللجنة الأولمبية الدولية (الإنجليزية)
- رونالد ماكدونالد على موقع أوليمبيديا (الإنجليزية)
- رونالد ماكدونالد على موقع اللجنة الأولمبية الكندية (الإنجليزية)